# William David Ross
William David Ross (ur. 15 kwietnia 1877 w Thurso, Caithness na północy Szkocji, zm. 5 maja 1971 w Oksfordzie) – szkocki filozof, znany z prac z dziedziny etyki. W odpowiedzi na intuicjonizm George'a Edwarda Moore'a rozwinął własny, pluralistyczny, deontologiczny i intuicjonistyczny system etyczny. Oprócz zagadnień etycznych zajmował się również filozofią grecką, m.in. tłumacząc liczne prace Arystotelesa. Jest twórcą etyki obowiązków prima facie (inspirując się w dużej mierze ideami Harolda Arthura Pricharda).

## Życiorys
William David Ross urodził się w Thurso, na północy Szkocji. Wczesne dzieciństwo spędził w południowych Indiach i do Szkocji powrócił w wieku 6 lat. Wykształcenie zdobył w Royal High School w Edynburgu oraz na Uniwersytecie Edynburskim. W 1895 uzyskał tytuł magistra z filologii klasycznej. Kontynuował studia w Balliol College w Oksfordzie, a w 1900 został wykładowcą na Oriel College.
W 1906 poślubił Edith Ogden (zmarła w 1953), z którą miał cztery córki: Małgorzatę, Rosalind, Eleanor i Katharine.
Po wybuchu I wojny światowej, w 1915, Ross wstąpił do armii i pracował w Ministerstwie Uzbrojenia. Za swoją pracę otrzymał Order Imperium Brytyjskiego.
Po wojnie Ross został profesorem prestiżowej katedry filozofii moralnej na Uniwersytecie Oksfordzkim (1923-1928). Następnie zajmował stanowiska prowosta Oriel College w Oksfordzie (1929-1947), wicekanclerza i prowicekanclerza Uniwersytetu Oksfordzkiego (1941-1947). W latach 1939–1940 był też przewodniczącym Aristotelian Society. W 1938 roku otrzymał za swoje zasługi tytuł szlachecki.
Zmarł w Oksfordzie w 1971 roku.

## Teorie etyczne Rossa
Etykę Williama Davida Rossa można scharakteryzować jako nienaturalistyczny i intuicjonistyczny realizm etyczny. Według Rossa prawdy moralne istnieją obiektywnie i są poznawalne.

Porządek moralny [...] należy tak samo do podstawowej natury
wszechświata (i to jakiegokolwiek możliwego wszechświata, w którym
istnieją podmioty moralne) jak należą do niej przestrzenne i liczbowe
struktury wyrażane w aksjomatach geometrii i arytmetyki.

Ross odrzuca konsekwencjalizm G.E. Moore'a, przyjmujący za podstawę powinności ilość dobra, którą dany czyn przynosi. Zwiększanie ilości dobra jest według Rossa jedynie jedną z wielu zasad określających, co powinien zrobić podmiot w danej sytuacji. Takie współistniejące, konkurencyjne obowiązki moralne, których hierarchia nie jest uprzednio określona, Ross nazywa obowiązkami prima facie).
Ross wyróżnia siedem typów takich obowiązków, przy czym zaznacza, że nie jest to lista pełna. Są to: wierność (fidelity), zadośćuczynienie (reparation), wynagrodzenie (gratitiude), nieszkodzenie (non-maleficence), sprawiedliwość, dobroczynność (beneficence) i samodoskonalenie (self-improvement). Mogą one być stosowane jednocześnie, ale czasem mogą wchodzić ze sobą w konflikt. W konflikt mogą np. popaść zobowiązanie wobec znajomych, którzy wcześniej nam wielokrotnie pomagali, a teraz sami potrzebują pomocy przy przeprowadzce (zasada zadośćuczynienia), oraz wobec dzieci, którym obiecało się w tym czasie wyjazd do parku (zasada wierności). Takie konflikty moralne są jednak według Rossa pozorne, gdyż jedna z zasad zawsze przeważa i tym samym stanowi w danej sytuacji bezwzględną podstawę obowiązku.

## Wybrane prace
- 1908: Aristotle. Nichomachean Ethics. (tłumaczenie)
- 1923: Aristotle
- 1924: Aristotle's Metaphysics
- 1927: 'The Basis of Objective Judgments in Ethics'. International Journal of Ethics, 37: 113-127.
- 1930: The Right and the Good
- 1936: Aristotle's Physics
- 1939: Foundations of Ethics
- 1951: Plato's Theory of Ideas
- 1954: Kant's Ethical Theory